# ETC Crimmitschau
| Pflichtspielbilanz seit 1990 Stand: 22. Juni 2014 | Pflichtspielbilanz seit 1990 Stand: 22. Juni 2014 |
| ------------------------------------------------- | ------------------------------------------------- |
| Spiele                                            | 1294                                              |
| Siege                                             | 597                                               |
| Unentschieden                                     | 32                                                |
| Niederlagen                                       | 665                                               |

Der ETC Crimmitschau ist ein sächsischer Eishockey- und Tennisverein in Crimmitschau, der bis zur Neugründung nach der politischen Wende als EHC Crimmitschau um die DDR-Meisterschaften im Eishockey mitspielte. Die 2007 gegründeten „Eispiraten“ sind eine als Gesellschaft mit beschränkter Haftung ausgegliederte Profimannschaft des ETC Crimmitschau, die derzeit in der DEL2 spielt. Unter dem Stammverein ETC Crimmitschau e. V. wird der Spielbetrieb der Nachwuchs- und Damenmannschaften sowie der Tennisabteilung organisiert.
Die Vereinsfarben sind traditionell rot-weiß, in den letzten Jahren kam zunehmend schwarz hinzu. Die Spielstätte ist das Kunsteisstadion im Sahnpark.

## Geschichte

### Die Anfänge im Crimmitschauer Eissport
Der Eishockeysport hat in Crimmitschau eine lange Tradition, mit welcher der Sahnpark als Naturpark und Erholungszentrum für die Bevölkerung schon immer eng verknüpft war. Eine unterhalb des heutigen Eisstadions befindliche Eiswiese diente der Bevölkerung vor dem Ersten Weltkrieg im Winter beim Schlittschuhlaufen. Die Eiswiese war an den Zigarrenmacher Heinrich Gans verpachtet, er pflegte das Eis und lieh Schlittschuhe aus.
Die ersten Versuche, eine Eishockeymannschaft auf die Beine zu stellen, unternahmen die Brüder Heinrich und Willy Otto. Willy Otto studierte in Leipzig und beschäftigte sich in seiner Freizeit mit dem Bandy-Spiel. 1919 kam er nach Crimmitschau zurück und machte seinen Bruder Heinrich mit diesem Spiel bekannt. Es bedurfte einer besonderen Vereinbarung mit dem Pächter Heinrich Gans, um den normalen Eislaufbetrieb nicht zu stören.

### Die Gründung des EHC und erste Erfolge (1920 bis 1938)
1920 kam es zur Gründung eines ersten Eishockey-Clubs EHC Crimmitschau, der sich später großer Popularität erfreute. Bis 1922 wurde auf der Eiswiese gespielt, in den Jahren 1922 und 1923 auf dem Gondelteich, 1924 und 1925 auf dem Froschteich in der Mark Sahnau und von 1926 bis 1945 auf dem Planschbecken des Sahnbades.

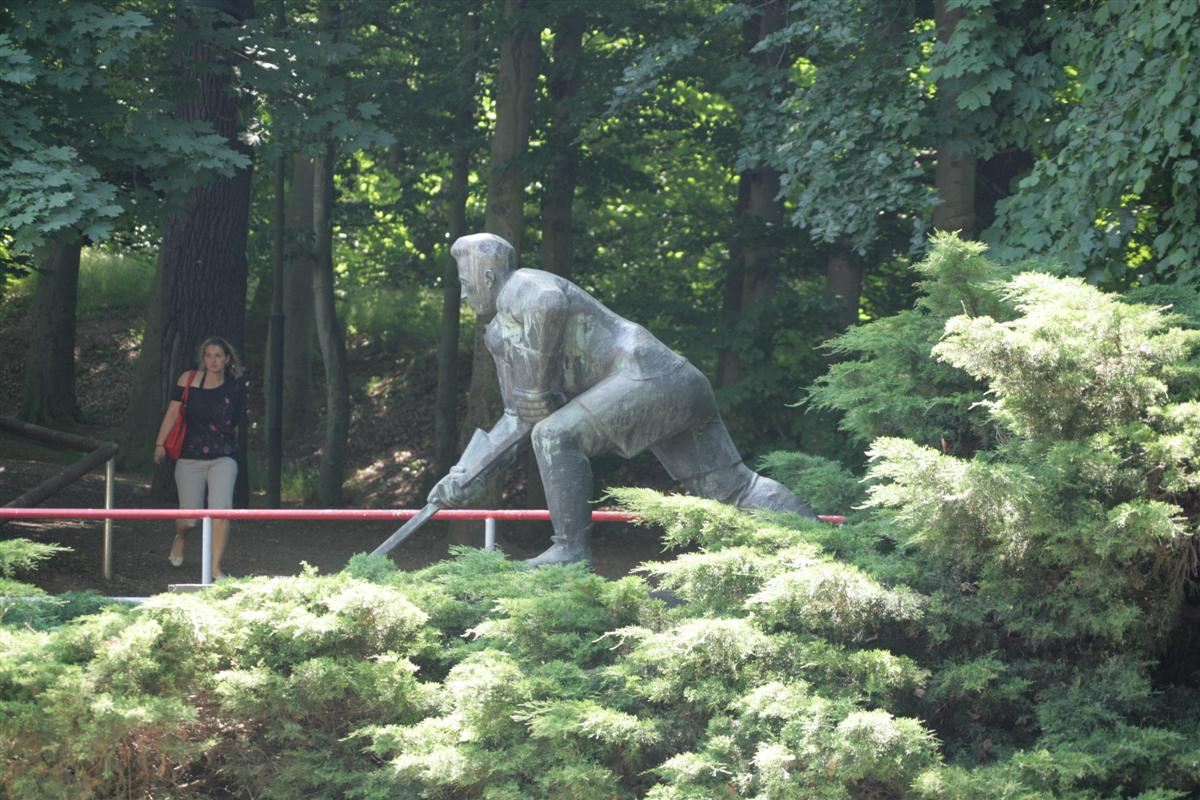
Horst Kutter spielte eine wesentliche Rolle im sächsischen Eishockey. Eine Bronzeplastik vor dem Eingang des Sahnparks erinnert an ihn.

Das richtige Eishockey-Spiel mit einer Hartgummischeibe wurde 1926/27 eingeführt. Ein Jahr später pachtete der EHC im Winter das Planschbecken, das für das Eishockey nahezu ideal war. Das Becken lag geschützt und ein steiler Nordhang eignete sich für das Anlegen von Zuschauertraversen.
Erste Erfolge konnte der EHC Crimmitschau schon in den dreißiger Jahren feiern. 1932, 1935 und 1936 holte sich der EHC die mitteldeutsche Meisterschaft, allerdings genoss Eishockey zu dieser Zeit in der Bevölkerung noch kein hohes Ansehen und die Vereinsleitung musste werben, um neue Spieler zu bekommen. Es wurde daraufhin eine Abteilung für Eislauf gegründet, was dem Club einen großen Auftrieb gab.
Nach dem letzten Gewinn der mitteldeutschen Meisterschaft 1936 war der EHC auf dem Höhepunkt seiner bisherigen Geschichte und zählte zu den besten Mannschaften Deutschlands. Noch immer war Heinrich Otto der Vorsitzende des Vereines. In jenem Jahr spielten die Crimmitschauer in der Vorrunde zur deutschen Meisterschaft, wo sie in Köln jedoch gegen den SC Riessersee verloren. Auch die Jugendabteilung war in jener Zeit sehr erfolgreich, sie spielte sich beispielsweise bis ins Endspiel um den Deutschen Jugendmeister in Garmisch-Partenkirchen und wurden Vizemeister.
In der Saison 1936/37 vereinigte sich der EHC mit dem örtlichen Tennisclub und nannte sich fortan ETC Crimmitschau. In diesen Jahren spielten auf der Wasserfläche im Sahnbad namhafte Mannschaften wie der Berliner Schlittschuhclub, der SC Charlottenburg oder der SC Riessersee. Als sächsische Gäste suchten damals unter anderem Mannschaften aus Dresden, Chemnitz und Ortsnachbar Frankenhausen den Vergleich.
In den Jahren 1937/38 planten Heinrich und Willy Otto als Vorstandsmitglieder des Vereins eine Kunsteisbahn in Form eines Stadions im Sahnpark. Sie hatten dem damaligen Crimmitschauer Oberbürgermeister Schmidt fertige Pläne vorgelegt, auch die Finanzierung hatten sie bereits sichergestellt. Dieses Projekt scheiterte an Bedenken des Oberbürgermeisters, bevor der Zweite Weltkrieg weitere Bemühungen zunichtemachte, denn auch die Nazis sahen in einem Kunsteisstadion im Sahnpark keinen Verwendungszweck.

### Eine Serie von Namensänderungen und Eishockey in der DDR (1951 bis 1990)
| Saison              | Liga         | Vorrunde | Endrunde    |
| ------------------- | ------------ | -------- | ----------- |
| 1960/61             | DDR-Oberliga | 2. Platz | 4. Platz 1  |
| 1961/62             | DDR-Oberliga | 6. Platz | 1. Platz 2  |
| 1962/63 bis 1967/68 | DDR-Oberliga | –        | je 3. Platz |
| 1968/69             | DDR-Oberliga | 4. Platz | 3. Platz    |
| 1969/70             | DDR-Oberliga | 4. Platz | 5. Platz    |

1 Finalrunde; 2 Abstiegsrunde
Nach dem Zweiten Weltkrieg nahm zunächst eine Mannschaft unter dem Namen BSG Textil Crimmitschau an den 1. Wintersportmeisterschaften 1951 teil. Ab der regulären Saison 1950/51 spielten Crimmitschauer Mannschaften unter den Bezeichnungen BSG Textil Pleißengrund Crimmitschau (1951), BSG Turbine Crimmitschau (1953) und BSG Fortschritt Crimmitschau in der damaligen Oberliga, der 1. Liga oder später in der 2. Liga.
Ab 1958/59 nahm die BSG Motor Crimmitschau am Spielbetrieb teil. 1960 musste der ASK Vorwärts Berlin umziehen und spielte als ASK Vorwärts Crimmitschau wie auch gleichzeitig die ASG Vorwärts Crimmitschau unterhalb des Armeesportklubs. Aus den unterschiedlichsten Bezeichnungen – „Turbine“ gehörte zu den Energiebetrieben, „Fortschritt“ zur Textil- und Lederindustrie, „Vorwärts“ zur Armee und „Einheit“ zur staatlichen Verwaltung – rührte die Herkunft der damaligen Unterstützer des Vereins.
Das nächste Jahrzehnt spielte der Verein unter verschiedenen Namen in der Oberliga, wobei sich hinter den Eishockey-Größen SC Dynamo Berlin und SG Dynamo Weißwasser zur Nummer drei im DDR-Eishockey etabliert wurde. Im Pokal verzeichnete die Mannschaft die größten Erfolge. So gewannen die Westsachsen 1966, 1967 sowie 1970 den DELV-Pokal und wurde weitere vier Mal Zweiter in diesem Wettbewerb. In dieser Zeit brachte die Mannschaft einige Nationalspieler hervor. So waren unter anderem Peter Kolbe, Dieter Kratzsch, Erhard Braun und Lothar Fuchs im DDR-Nationalteam, welches 1966 EM-Dritter wurde. Weiterhin spielten noch Dieter Röhl und Rolf Riedel in der Nationalmannschaft der DDR.
In der Saison 1970/71 wurde beschlossen, die Oberliga auf die beiden Dynamo-Clubs aus Berlin und Weißwasser zu reduzieren. Alle anderen Vereine wurden stillgelegt und Eishockey schied aus dem Kreis der förderungswürdigen Sportarten aus. Dafür wurde eine Bestenermittlung eingeführt, bei der aus dem ASK „Vorwärts“ Crimmitschau die BSG Einheit Crimmitschau wurde. Von 1971 bis 1989 bestimmte die BSG Einheit Crimmitschau viele Jahre als Nummer 1 die Klasse und konnte 1971, 1972, 1974 und 1980 die Ermittlung für sich entscheiden.
Bereits in den letzten Wochen und Monaten der DDR begann ein Umdenken beim DTSB und die Crimmitschauer gehörten zu den ersten, die in einer Initiativgruppe den Eishockeysport im Eislaufverband der DDR mit vorantrieben. Am 4. Dezember 1989 beschloss der Verband die Einrichtung eines dritten DDR-Leistungszentrums in Crimmitschau und der Aufnahme Crimmitschaus in die DDR-Oberliga, wozu es allerdings nicht mehr kam. Nach der politischen Wende wurde am 7. Februar 1990 zum Namen „EHC“ zurückgegangen und es kam schließlich am 3. Mai 1990 zur Neugründung unter dem Namen Eishockey- und Tennisclub Crimmitschau.
→ siehe auch Eishockey in der DDR

### Neugründung, Aufstieg und Etablierung (1990 bis 2001)

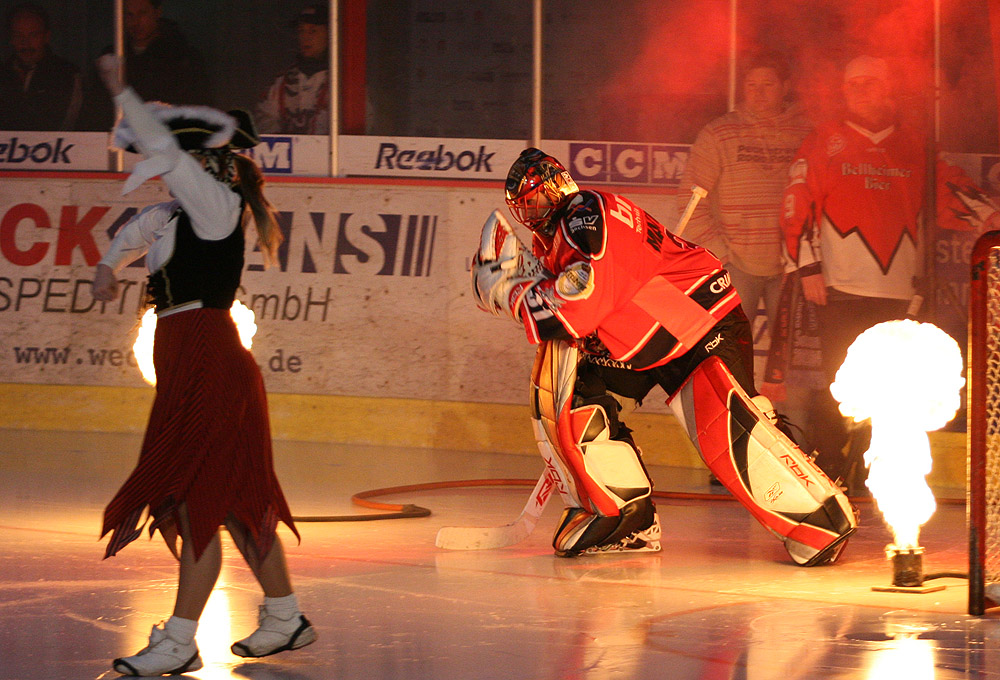
Sinisa Martinović während der Mannschaftsvorstellung

Im Zuge der politischen Wende wurde der ETC Crimmitschau wieder gegründet und nahm mit der ersten Mannschaft bereits vor der Wiedervereinigung mit einer Sondergenehmigung der IIHF am Spielbetrieb der Bayernliga teil, während die zweite Mannschaft (1b) in der Sachsenliga spielte.
| Saison  | Liga    | Vorrunde  | Endrunde     |
| ------- | ------- | --------- | ------------ |
| 1990/91 | BYL     | 8. Platz  | 1. Platz     |
| 1991/92 | BYL     | Meister   | 2. Gr. C ↑   |
| 1992/93 | RL Süd  | 11. Platz | 4. Platz     |
| 1993/94 | RL Süd  | 5. Platz  | 2. Platz     |
| 1994/95 | 2. Liga | 2. Platz  | 9. Platz ↑   |
| 1995/96 | 1. Liga | 13. Platz | 1. Platz     |
| 1996/97 | 1. Liga | 8. Platz  | Achtelfinale |
| 1997/98 | 1. Liga | 11. Platz | 3. Platz     |
| 1998/99 | 1. Liga | 3. Platz  | 5. Platz     |
| 1999/00 | OL Süd  | 1. Platz  | 8. Platz     |
| 2000/01 | OL Süd  | 2. Platz  | Finale ↑     |

↑ Aufstieg
Das erste Spiel des ETC Crimmitschau nach der Neugründung im Frühjahr 1990 war ein Testspiel gegen den SV Hof. Die Mannschaft um Kapitän Ralf Heinicke – dem späteren Trainer der Damenmannschaft des ETC Crimmitschau – konnte dieses Spiel mit 14:2 gewinnen und sorgte damit für eine erfolgreiche Eröffnung der Geschichte des ETC nach der Wende.
Im Herbst 1990 nahm der ETC Crimmitschau das erste Mal am offiziellen Spielbetrieb in der Bayernliga teil. Der erste Pflichtspielgegner der Saison war der SV Gendorf, der mit 5:4 bezwungen wurde. Am Ende der Saison stand die Mannschaft auf Platz acht in der Tabelle und musste an der Relegation teilnehmen, welche sie jedoch souverän meisterte und mit 17:3 Punkten gewann.
In der darauffolgenden Saison konnte der ETC Crimmitschau unter dem neuen Kapitän Rainer Steinbock in 18 Spielen 125 Tore erzielen und rangierte am Saisonende auf Platz eins in der Tabelle und in der anschließenden Aufstiegsrunde zur Regionalliga wurde die Saison mit dem Aufstieg gekrönt. Durch das hohe Zuschaueraufkommen im Crimmitschauer Sahnpark wurde die Stadt ein Begriff für viele Eishockeyfans in Deutschland. Bis zu 6.000 Zuschauer pilgerten zu den Heimspielen, was selbst im hochklassigen deutschen Eishockey bemerkenswerte Zahlen waren.
In der Saison 1994/95 gelang der Aufstieg in die Hacker-Pschorr-Liga. In dieser Spielklasse – welche durch Änderungen am Spielsystem und Sponsorenverträgen immer wieder unter anderen Namen auftauchte – hielt sich der ETC bis zur Saison 2000/01. In dieser Saison wurden die zwei Aufsteiger zur 2. Eishockey-Bundesliga in Playoffs ermittelt, in denen die Spieler des ETC Crimmitschau zunächst den Adendorfer EC mit 3:0 Siegen und in der zweiten Runde den ESC Dresden mit 3:1 Siegen bezwangen. In der dritten Runde konnte sich jedoch nicht gegen den EHC Wolfsburg durchgesetzt werden, doch am 30. Juni 2001 wurde auf einer Ligentagung entschieden, dass die 2. Eishockey-Bundesliga von 12 auf 14 Vereine aufgestockt wird, wodurch der ETC Crimmitschau und der EV Duisburg nachrückten.

### Jahre in der 2. Bundesliga und Oberliga (seit 2001)

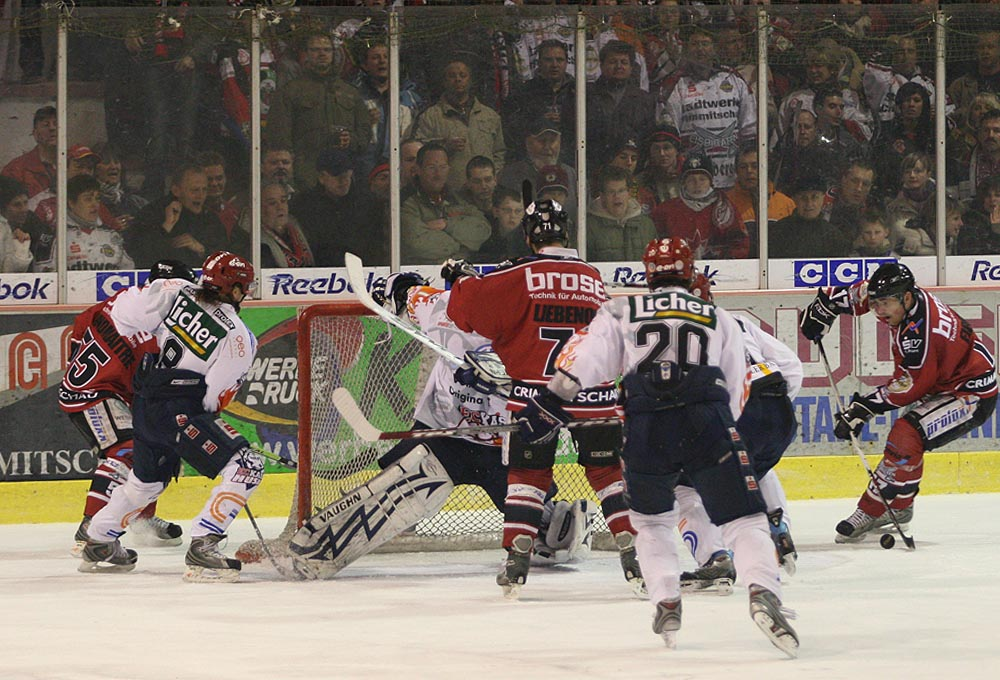
Die Eispiraten in einem Spiel gegen die Kassel Huskies (Saison 2007/08)

In den Spielzeiten 2001/2002 bis 2004/05 spielte die Profimannschaft des ETC Crimmitschau zunächst in der 2. Eishockey-Bundesliga. Gleich in der Debütsaison konnten die Sachsen mit Platz fünf und dem Einzug in die Playoffs den bisher größten Erfolg der Vereinsgeschichte feiern, scheiterten allerdings im Viertelfinale an den Heilbronner Falken.
| Saison  | Liga  | Vorrunde  | Playoff/-down |
| ------- | ----- | --------- | ------------- |
| 2001/02 | 2. BL | 5. Platz  | PO-VF         |
| 2002/03 | 2. BL | 15. Platz | Playdown      |
| 2003/04 | 2. BL | 10. Platz | 3. Platz      |
| 2004/05 | 2. BL | 11. Platz | 5. Platz ↓    |
| 2005/06 | OL    | 2. Platz  | Finale PO ↑   |
| 2006/07 | 2. BL | 12. Platz | Playdown      |

↑ Aufstieg ↓ Abstieg
Ab der Saison 2002/03 trug der Verein den Beinamen „Eispiraten“. An die erfolgreiche erste Spielzeit konnte jedoch nicht angeknüpft werden, sodass zum Ende der Vorrunde nur der 15. Platz zu Buche stand. In der Play-down-Runde gelang durch einen 3:1-Erfolg gegen die favorisierten Fischtown Pinguins letztlich der Klassenerhalt.
Ein Jahr später wagten die „Eispiraten“ einen Umbruch. Es wurde mit Manfred Wolf ein neuer Trainer verpflichtet, der das Spielsystem nordamerikanisch prägte. Jedoch stellten sich keine Erfolge ein, sodass Wolf im Herbst wieder gehen musste und durch Jiří Ehrenberger ersetzt wurde. Unter ihm spielte der Verein wieder erfolgreicher und die Mannschaft schaffte letztendlich den Klassenerhalt in der Abstiegsrunde.
In der Saison 2004/05 stiegen die Erwartungen im Crimmitschauer Umfeld, jedoch musste nach Platz fünf in der Abstiegsrunde nach vier Jahren Zweitklassigkeit der Gang in die Oberliga angetreten werden.
In der Saison 2005/06 gelang dem ETC unter dem neuen Trainer Gunnar Leidborg nach Platz eins in der Hauptrunde Platz drei in der Meisterrunde und je drei Siegen in den Playoffs gegen die Blue Devils Weiden und den EV Ravensburg der sofortige Wiederaufstieg in die 2. Eishockey-Bundesliga.
Die darauffolgende Saison stellte den Verein auf eine harte Bewährungsprobe. Bereits zum Saisonbeginn stand fest, dass die finanziellen Probleme mit Einsparungen am Kader eingedämmt werden müssen. Im Dezember 2006 wurde verlautbart, dass eine drohende Insolvenz kaum abzuwenden sei, was die Fans des ETC Crimmitschau mobilisierte um „ihren“ Verein zu retten. Von Versteigerungen oder privaten Spenden bis hin zum Saisonspiel der Eispiraten gegen die Dresdner Eislöwen am 29. Dezember 2006 unter dem Motto „Mission 5555“, bei dem mindestens 5.555 Zuschauer das Spiel sehen sollten – zu dem 6.530 Zuschauer kamen – wurde alles versucht, den ETC Crimmitschau am Leben zu erhalten. Die Summe all dieser Aktionen und große Spenden von Privatpersonen, Unternehmen und von der Stadt Crimmitschau brachte im Frühjahr 2007 die Rettung. An diese einmalige Aktion erinnert eine Spendentafel am Stadion, auf der jeder Spender namentlich erwähnt wird.
Sportlich konnte die Saison mit dem Klassenerhalt abgeschlossen werden. Trotz eines 1:3 Rückstandes in der Best-of-Seven-Serie konnte der ETC Crimmitschau die Serie noch drehen und gewann – auf den Tag genau zwei Jahre nach dem Abstieg in Kaufbeuren – mit einem 5:0-Sieg die Serie mit 4:3 und hielt damit die Klasse.

### Finanzielle Probleme und Ausgliederung der Eispiraten GmbH
| Saison  | Liga  | Vorrunde  | Playoff/-down |
| ------- | ----- | --------- | ------------- |
| 2007/08 | 2. BL | 8. Platz  | PO-VF         |
| 2008/09 | 2. BL | 13. Platz | –             |
| 2009/10 | 2. BL | 12. Platz | 1. Runde PD   |
| 2010/11 | 2. BL | 12. Platz | 2. Platz AR   |
| 2011/12 | 2. BL | 10. Platz | 3. Platz AR   |
| 2012/13 | 2. BL | 9. Platz  | –             |
| 2013/14 | DEL2  | 12. Platz | 1. Platz QR   |
| 2014/15 | DEL2  | 12. Platz | 1. Runde PD   |
| 2015/16 | DEL2  | 10. Platz | Pre-Playoffs  |
| 2016/17 | DEL2  | 14. Platz | Playdown      |
| 2017/18 | DEL2  | 10. Platz | PO-VF         |
| 2018/19 | DEL2  | 10. Platz | PO-VF         |
| 2019/20 | DEL2  | 13. Platz | –             |
| 2020/21 | DEL2  | 13. Platz | –             |
| 2021/22 | DEL2  | 6. Platz  | PO-VF         |
| 2022/23 | DEL2  | 11. Platz | 1. Runde PD   |
| 2023/24 | DEL2  | 3. Platz  | PO-HF         |

Trotz großer finanzieller Probleme im Sommer 2007 konnte der Schuldenstand von 711.000 Euro getilgt werden, sodass die Gründung der „Eispiraten-GmbH“ ermöglicht wurde. Seit der Saison 2007/08 spielt die Profimannschaft unter der Leitung der Eispiraten Crimmitschau GmbH und ging mit dem geringsten Etat aller Ligateilnehmer an den Start. Nach einem achten Platz nach der Vorrunde erreichte die Mannschaft das Viertelfinale der Playoff-Runde, scheiterte dort allerdings in der Best-of-Seven-Serie gegen den späteren Meister Kassel Huskies. Wirtschaftlich konnte die Saison mit einer „schwarzen Null“ beendet werden.
Die Damen- und die Nachwuchsmannschaften spielen weiter unter dem Stammverein ETC Crimmitschau.
Mit dem erneut niedrigsten Etat der 2. Bundesliga gingen die Eispiraten in die Saison 2008/09. Dort erreichte die Mannschaft lediglich den 13. und damit letzten Tabellenplatz. Die anschließende Playdown-Runde wurde nicht ausgespielt, da während der Saison die Tölzer Löwen einen Insolvenzantrag stellten und somit vorzeitig als einziger Absteiger feststanden. Bei der Lizenzierung zur Saison 2009/10 wurde den Eispiraten zunächst die Lizenz unter Auflagen erteilt, diese konnten jedoch aus Sicht der ESBG nicht erfüllt werden, so dass den Westsachsen die Lizenz vorerst verweigert wurde. Nach einem Widerspruch der Eispiraten-Verantwortlichen vor dem DEB-Spielgericht wurde den Westsachsen schließlich die Erfüllung der Lizenzbedingungen nachgewiesen und die Spielberechtigung in der 2. Bundesliga erteilt. Somit gingen die Eispiraten mit einem Gesamtetat von 1,2 Millionen Euro in die Spielzeit und kalkulierten mit 1950 Zuschauern pro Heimspiel, welches leicht übertroffen wurde. Sportlich beendete die Mannschaft die Saison auf dem zwölften Tabellenplatz. In der anschließenden Playdown-Runde sicherten sich die Eispiraten durch 4:1-Siege gegen die Hannover Indians vorzeitig den Klassenerhalt. Die Saison 2010/11 begann für die Mannschaft mit sechs Siegen aus zehn Spielen erfolgreich – am 11. Spieltag spielte das Team um den 1. Platz. In der Folge spielten die Eispiraten um Kapitän Kevin Saurette um einen Pre-Playoff-Platz, belegten allerdings am Ende der Hauptrunde den zwölften und damit vorletzten Platz vor den Lausitzer Füchsen. Die anschließende Abstiegsrunde gegen die Füchse und die Wölfe Freiburg wurde auf dem zweiten Rang abgeschlossen, was den direkten Klassenerhalt bedeutete.
Zur Saison 2011/12 wurde die Mannschaft auf den meisten Positionen verändert. Unter dem ebenfalls neu verpflichteten Trainer Fabian Dahlem erreichten die Eispiraten am Ende der Hauptrunde den zehnten Platz, konnten sich aber in der darauf folgenden Abstiegsrunde vorzeitig den Klassenerhalt sichern. Als Zielstellung für die darauf folgende Saison wurde der Einzug in die Playoffs ausgegeben, welches um einen Punkt verfehlt wurde und die Eispiraten auf dem 9. Platz die Endrunde abschlossen. Aufgrund der Insolvenz der Hannover Indians wurde auf die Durchführung der Playdowns verzichtet. Durch den Lockout 2012/13 haben sich den Westsachsen für einige Spiele drei Stürmer aus der NHL – Wayne Simmonds, Chris Stewart und Clarke MacArthur – auf Leihbasis angeschlossen, was bis dato eine einmalige Aktion in der Vereinsgeschichte darstellte.
In der Saison 2015/16 erreichten die Eispiraten unter der Leitung von Chris Lee, der 2014 das Cheftraineramt übernahm, die Meisterrunde der DEL2, nachdem es in den Vorjahren meist gegen den Abstieg gegangen war. Im Dezember 2016 trennte sich der Verein von Lee, nachdem die Mannschaft auf den vorletzten Tabellenrang abgerutscht war. John Tripp übernahm die Trainerposition, wurde aber nach Ende der Saison 2016/17 von Kim Collins als Cheftrainer abgelöst. Ab Oktober 2017 wurde er von Jacek Płachta unterstützt. In der Saison 2017/18 führte Collins die Mannschaft ins Playoff-Viertelfinale. Ende Januar 2019 wurde Collins in Folge einer 1:9-Niederlage entlassen. Nachdem zunächst Jugendtrainer Boris Rousson als Übergangstrainer eingesprungen war, wurde kurz darauf Daniel Naud als neuer Cheftrainer eingestellt.

## Mannschaft

### Kader der Saison 2025/26
Stand: 1. August 2025
| Nr. | Nat.               | Spieler                   | Pos. | Geburtsdatum       | im Team seit | Geburtsort                         |
| --- | ------------------ | ------------------------- | ---- | ------------------ | ------------ | ---------------------------------- |
| 41  | Deutschland        | Kevin Reich               | G    | 26. Oktober 1995   | 2025         | Iserlohn, Deutschland              |
| 20  | Deutschland        | Christian Schneider       | G    | 2. Mai 1999        | 2021         | Altötting, Deutschland             |
| 55  |                    | Gregory Kreutzer          | D    | 24. Mai 2000       | 2023         | Northville, Michigan, USA          |
| 7   | Kanada             | Adam McCormick            | D    | 25. Juni 2000      | 2025         | Woodstock, New Brunswick, Kanada   |
| 15  | Deutschland        | Ole Olleff                | D    | 11. Mai 1996       | 2016         | Berlin, Deutschland                |
| 21  | Deutschland        | Mirko Sacher              | D    | 1. November 1991   | 2024         | Freiburg im Breisgau, Deutschland  |
| 79  |                    | Mario Scalzo – C          | D    | 11. November 1984  | 2020         | Saint-Hubert, Québec, Kanada       |
| 12  | Deutschland        | Alexander Schmidt         | D    | 15. Mai 2003       | 2023         | Köln, Deutschland                  |
| 75  | Deutschland        | Denis Shevyrin            | D    | 29. März 1995      | 2024         | Sankt Petersburg, Russland         |
| 4   | Deutschland        | Felix Thomas              | D    | 22. Februar 1988   | 2018         | Ost-Berlin, DDR                    |
| 77  | Deutschland        | Alexander Vladelchtchikov | D    | 18. Januar 2005    | 2024         | Köln, Deutschland                  |
| 9   | Deutschland        | Nikolas Biggins           | F    | 2. Juni 2006       | 2025         | Heidelberg, Deutschland            |
|     | Deutschland        | Louis Brune               | F    | 5. Mai 2000        | 2025         | München, Deutschland               |
| 22  |                    | Tim Lutz                  | F    | 27. September 2000 | 2024         | Richterswil, Schweiz               |
| 81  | Vereinigte Staaten | Corey Mackin              | C    | 29. März 1995      | 2025         | Philadelphia, Pennsylvania, USA    |
| 11  | Deutschland        | Till Michel               | F    | 1. Januar 2004     | 2024         | Lich, Deutschland                  |
| 23  | Kanada             | Tim McGauley              | C    | 23. Mai 1997       | 2025         | Wilcox, Saskatchewan, Kanada       |
| 32  | Deutschland        | Ralf Rollinger            | F    | 5. Juni 2004       | 2025         | Frankfurt am Main, Deutschland     |
| 74  |                    | Vinny Saponari            | RW   | 15. Februar 1990   | 2023         | Powder Springs, Georgia, USA       |
| 27  | Deutschland        | Johannes Schmid           | F    | 11. Juni 2004      | 2025         | Straubing, Deutschland             |
| 8   |                    | Dominic Walsh – A         | RW   | 18. Juli 1989      | 2013         | Guildford, England, Großbritannien |
| 88  |                    | Dylan Wruck               | LW   | 23. September 1992 | 2025         | Saskatoon, Saskatchewan, Kanada    |
| 17  | Tschechien         | Ladislav Zikmund          | W    | 29. April 1995     | 2023         | Sokolov, Tschechien                |

### Trikotdesign und Ausrüstung
| Heimtrikot 2008/09                                   |
| ---------------------------------------------------- |
| Heimtrikot von vorne · Heimtrikot von hinten         |
| Auswärtstrikot 2008/09                               |
| Auswärtstrikot von vorne · Auswärtstrikot von hinten |

Die Eispiraten spielen traditionell in den Farben schwarz, rot und weiß. Wie alle anderen Mannschaften werden zu den Spielen zwei unterschiedliche Trikotdesigns verwendet. Nach dem Vorbild der National Hockey League kommen hierbei die dunkleren Trikots zu Heim- und die helleren Trikots zu Auswärtsspielen zum Einsatz. Im Falle der Eispiraten ist das bei Heimspielen das herkömmliche Rot als Grundfarbe, welches sich auch in den Vereinsfarben wiederfindet. Zu den Auswärtsspielen treten die Spieler in den helleren – vorwiegend weiß gehaltenen Trikots an. Die Unterarme und Seiten sind in beiden Layouts schwarz abgesetzt sowie die Brust- und Schulterpartien mit den Sponsoren bestückt.
Darüber hinaus wird zur Erwärmung ein eigenes Trikot verwendet, welches vorwiegend in schwarz gehalten ist und sich nicht am vorhandenen Layout orientiert. Die Hosen der Spieler sind traditionell schwarz, sowohl bei Heim- als auch Auswärtsspielen. Die Stutzen sind in der Grundfarbe des jeweilig getragenen Trikots gehalten.
Das Layout der Trikots variiert bei jeder Spielzeit und wird in Zusammenarbeit mit den Fans gestaltet.

### Bedeutende frühere Mannschaften

#### Meister Bayernliga 1991/92

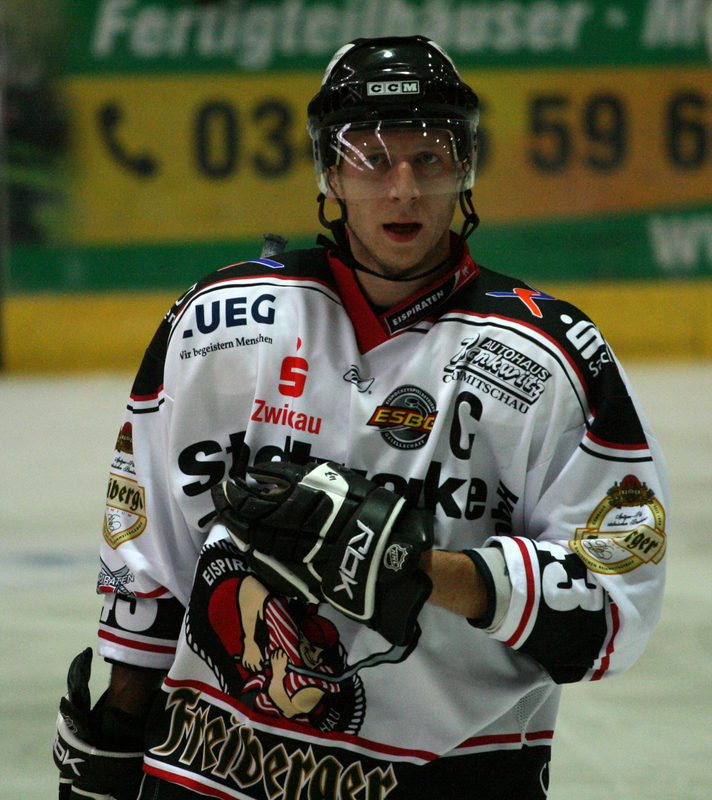
Torsten Heine

| Position      | Name |
| Tor:          | Ronny Selbmann, Christian Osse, Lutz Hönig, Petr Heidinger |
| Verteidigung: | Klaus Kröber, Zelyko Jauernig, Ralf Heinicke (C), Frank Braun, René Kraske, Marco Braun, Andreas Osse, Göran Noeller                                                                                         |
| Sturm:        | Edgar Porzig, Gundolf Pörsel, Heiko Rutenberg, Marco Reichert, Jaroslav Hlavnička, Peter Schneemann, Roland Frisch, Rainer Steinbock, Lutz Halbauer, Gerd Stoll, Torsten Vogel, Ronny Bauer, Zdeněk Kmoníček |
| Trainer:      | Dieter Kraatzsch |

#### Meister Oberliga Süd 2000
| Position      | Name |
| Tor:          | Ralf Kösling, Fabian Glatzel, Jonas Eriksson |
| Verteidigung: | Jeff Winstanley, Patrick Solf, Michael Maaß, Pavel Weiß, Frank Krause, Richard Tischler, Andrei Jakowenko, Marek Šebek                                                                                              |
| Sturm:        | Sven Murkisch, Stefan Steinbock, Dirk Rohrbach, Florian Müller, Sven Schröder, Paul Kreißl, Andreas Henkel, Karsten Schulz, Torsten Heine, Mike Losch, Martin Sekera, Tomáš Bartoška, Norman Forster, Michel Maaßen |
| Trainer:      | Horymír Sekera |

## Spieler und Statistiken

### Gesperrte Trikotnummern
Um den ETC Crimmitschau haben sich einige Spieler verdient gemacht, deren Leistungen mit einer Sperrung ihrer Trikotnummer geehrt und deren Trikots unter das Hallendach gezogen wurden.

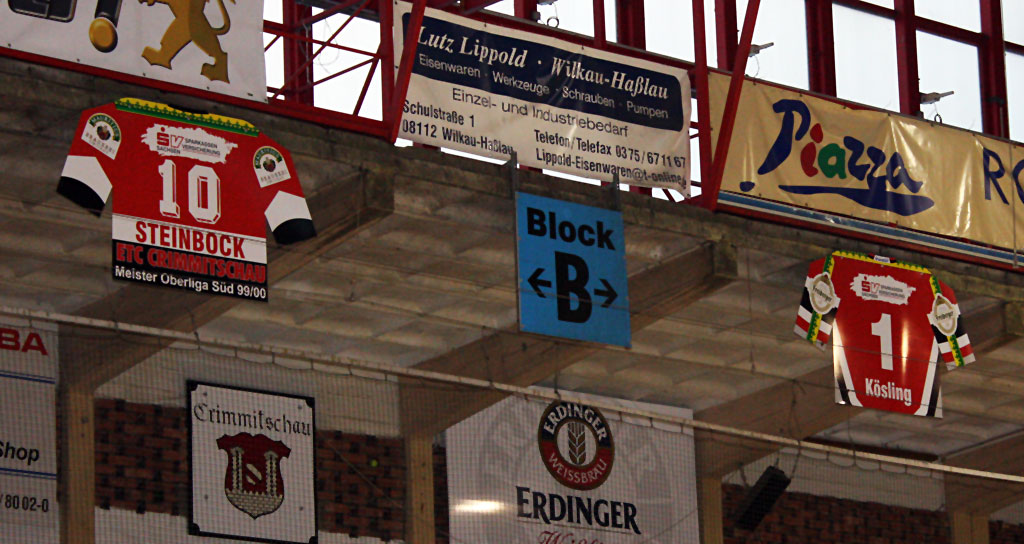
Gesperrte Trikotnummern unter dem Hallendach.

| Name             | Rückennummer | Position | Zeit beim Verein | Anmerkungen                                                                                        |
| ---------------- | ------------ | -------- | ---------------- | -------------------------------------------------------------------------------------------------- |
| Ralf Kösling     | # 1          | Torhüter | 1994–2002        | Langjähriger Stammtorhüter des ETC Crimmitschau und der Torhüter mit den meisten Spielen.          |
| Stefan Steinbock | # 10         | Stürmer  | 1996–2000        | Leitfigur und Kapitän während seiner aktiven Zeit. Mittlerweile ist er Marketing-Chef des Vereins. |
| Torsten Heine    | # 43         | Stürmer  | 1998–2011        | Rekordspieler des Vereins. Mittlerweile ist er Junioren-Trainer des Vereins.                       |

### Mitglieder der Hockey Hall of Fame Deutschland
Aufgrund ihrer Leistungen und Verdienste im deutschen Eishockey wurden ehemalige Spieler und Funktionäre des ETC Crimmitschau in die Hockey Hall of Fame Deutschland aufgenommen.
(Teamzugehörigkeit und Position in Klammern)
| - Rolf Bielas (1992–1994, Trainer) Bielas trug 238 Mal das Trikot der DDR-Nationalmannschaft und war von 1992 bis 1994 Trainer des ETC Crimmitschau. - Frank Braun (1991–1993, Verteidiger) Der 270fache DDR-Auswahlspieler kam zur Saison 1991/92 nach Crimmitschau und spielte dort zwei Saisons. - Bertfried Bräuninger (1990–2004, Präsident) Bräuninger war 14 Jahre lang Präsident des ETC Crimmitschau und maßgeblich am Aufstieg des Eishockeys in Westsachsen beteiligt. | - Reinhardt Fengler (1995–1997, Verteidiger) Nach 18 Spielzeiten beim SC Dynamo Berlin absolvierte Fengler als Mannschaftskapitän und Spielertrainer insgesamt 104 Spiele für den ETC. - Lothar Fuchs (Stürmer) Fuchs war Teilnehmer der Olympiamannschaft 1968 in Grenoble und EM-Dritter mit der DDR-Nationalmannschaft. - Gerhard Kießling (1989–1991, Offizieller) Nach dem Fall der Mauer half er beim Aufbau des ETC Crimmitschau mit und stellte seine jahrelange Erfahrung dem Verein zur Verfügung. | - Peter Kolbe (1956–1970, 1995–1998 Torhüter und Manager) Die „Weiße Maske“ stand jahrelang als Torhüter für den ASK Crimmitschau und das DDR-Nationalteam auf dem Eis und holte 1966 bei der Eishockey-Europameisterschaft die Bronzemedaille. - Harald Kuhnke (2008–2010, Nachwuchstrainer) Der frühere DDR-Nationalspieler war in den Spielzeiten 2008/09 und 2009/10 Nachwuchstrainer beim ETC Crimmitschau. - Manfred Wolf (2002–2003, Trainer) Der ehemalige Nationalspieler war für eine Saison Trainer des ETC Crimmitschau und blieb als Trainer der Juniorenmannschaft bis 2009 mit dem Verein verbunden. |

### Vereinsinterne Rekorde
Neben den sportlichen Erfolgen haben auch die Spieler für teaminterne Rekorde gesorgt.

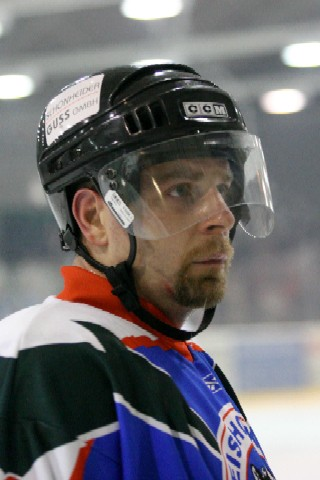
Mike Losch

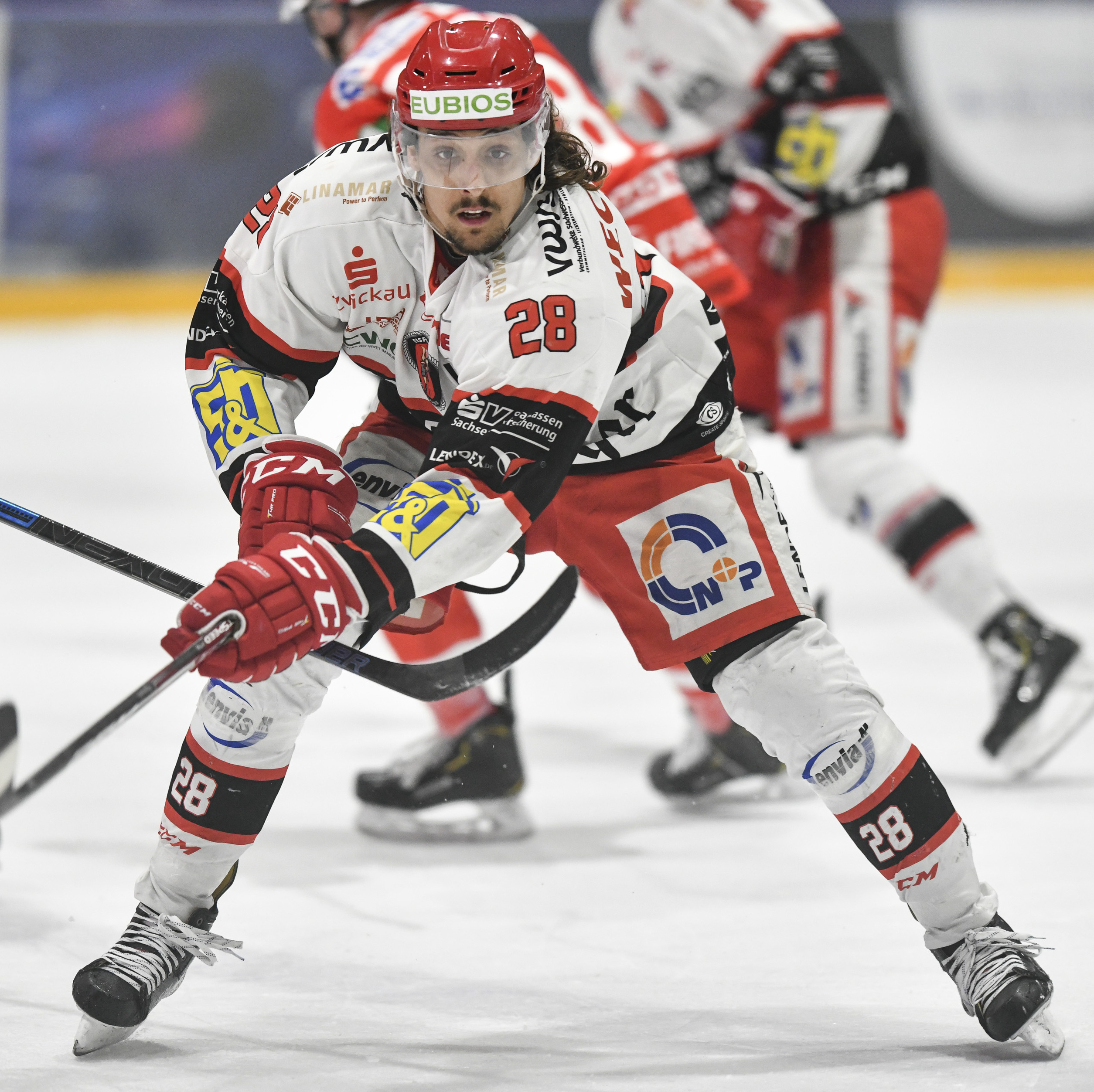
Patrick Pohl

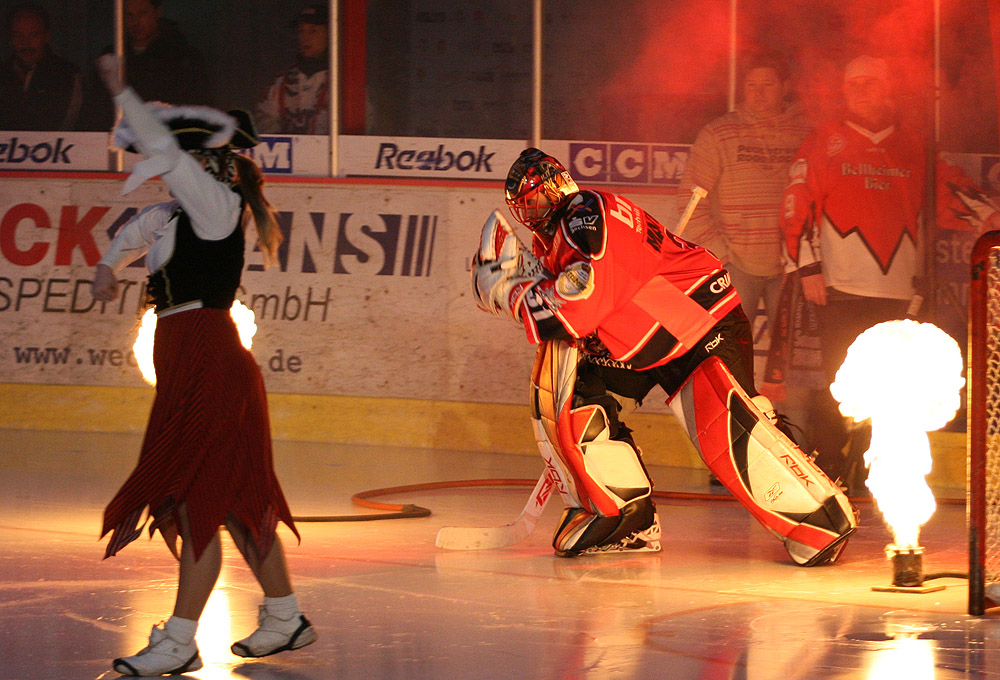
Siniša Martinović

(alle Statistiken befinden sich auf dem Stand zum Ende der Saison 2022/23)

#### Feldspieler
(Legende zur Spielerstatistik: Sp oder GP = absolvierte Spiele; T oder G = erzielte Tore; V oder A = erzielte Assists; Pkt oder Pts = erzielte Scorerpunkte; SM oder PIM = erhaltene Strafminuten; +/− = Plus/Minus-Bilanz; PP = erzielte Überzahltore; SH = erzielte Unterzahltore; GW = erzielte Siegtore; 1 Play-downs/Relegation; Kursiv: Statistik nicht vollständig)
| Spieler            | Sp  | T   | V   | Pkt | Pkt/Sp | SM  | PP | UZ | GW | ENG |
| ------------------ | --- | --- | --- | --- | ------ | --- | -- | -- | -- | --- |
| Torsten Heine      | 634 | 161 | 257 | 418 | 0,66   | 730 | 27 | 4  | 10 | 5   |
| Patrick Pohl       | 444 | 124 | 255 | 379 | 0,85   | 272 | 28 | 7  | 19 | 7   |
| André Schietzold   | 669 | 104 | 223 | 327 | 0,49   | 633 | 31 | 0  | 22 | 4   |
| Dirk Rohrbach      | 226 | 107 | 164 | 271 | 1,2    | 159 | 0  | 0  | 0  | 0   |
| Andreas Henkel     | 371 | 139 | 122 | 261 | 0,7    | 405 | 0  | 0  | 0  | 0   |
| Martin Sekera      | 216 | 89  | 165 | 254 | 1,18   | 351 | 0  | 0  | 0  | 0   |
| Dominic Walsh      | 541 | 93  | 158 | 251 | 0,46   | 278 | 16 | 8  | 8  | 1   |
| Tomas Bartoska     | 209 | 120 | 115 | 235 | 1,12   | 334 | 0  | 0  | 0  | 0   |
| Vincent Schlenker  | 294 | 64  | 116 | 180 | 0,61   | 142 | 11 | 5  | 16 | 2   |
| Stefan Steinbock   | 194 | 69  | 109 | 178 | 0,92   | 96  | 0  | 0  | 0  | 0   |
| Pavel Weiß         | 252 | 72  | 97  | 169 | 0,67   | 193 | 0  | 0  | 0  | 0   |
| Jaroslav Stastny   | 177 | 75  | 72  | 147 | 0,83   | 260 | 0  | 0  | 0  | 0   |
| Mike Losch         | 261 | 84  | 61  | 145 | 0,56   | 188 | 0  | 0  | 0  | 0   |
| Mathieu Lemay      | 144 | 62  | 83  | 145 | 1,01   | 52  | 12 | 5  | 8  | 3   |
| Esbjörn Hofverberg | 294 | 35  | 97  | 132 | 0,45   | 371 | 3  | 0  | 0  | 1   |
| Michael Maaß       | 511 | 16  | 61  | 77  | 0,15   | 471 | 0  | 0  | 0  | 0   |

#### Torhüter
| Spieler            | Sp  | Min   | GT  | GTS  | SO |
| ------------------ | --- | ----- | --- | ---- | -- |
| Ryan Nie           | 176 | 10568 | 572 | 3,25 | 9  |
| Radek Tóth         | 162 | 9184  | 481 | 3,14 | 8  |
| Sebastian Albrecht | 130 | 7096  | 448 | 3,79 | 2  |
| Marko Suvelo       | 89  | 5063  | 280 | 3,32 | 1  |
| Brett Kilar        | 75  | 4174  | 236 | 3,39 | 2  |
| Michael Bitzer     | 71  | 4270  | 235 | 3,30 | 1  |
| Petr Heidinger     | 65  | 3736  | 246 | 3,95 | 3  |
| Siniša Martinović  | 58  | 3488  | 146 | 2,51 | 4  |
| Patrick DesRochers | 53  | 3081  | 166 | 3,23 | 3  |
| Ilya Sharipov      | 48  | 2815  | 118 | 2,52 | 5  |
| Tobias Güttner     | 47  | 2774  | 158 | 3,42 | 2  |
| Jochen Vollmer     | 45  | 2629  | 118 | 2,69 | 3  |
| Luka Gracnar       | 43  | 2606  | 104 | 2,39 | 2  |
| Markus Hätinen     | 40  | 2425  | 85  | 2,10 | 4  |

### Bekannte (ehemalige) Spieler
(Teamzugehörigkeit und Position in Klammern)
| - Patrick DesRochers (2006–2007, Tor) Patrick DesRochers spielte sich nach dem Wiederaufstieg in die 2. Bundesliga in die Herzen der Fans und wurde auf Anhieb Spieler der Saison 2006/07. Durch seine gute Saison schaffte er den Sprung in die DEL. - Ralf Kösling (1994–2002, Tor) Bisher der einzige Torwart, dessen Trikot unter die Hallendecke des Sahnparks gezogen wurde. - Guy Phillips (1995–1998, Sturm) Mit 263 Punkten in 135 Spielen war Guy Phillips einer der Top-Scorer in der damaligen 1. Liga Süd. Drei Mal in Folge avancierte er zum teaminternen Top-Scorer. - Radek Tóth (2001–2005, Tor) Neben Sinisa Martinović der Torwart mit den meisten Shutouts. Diverse Knieverletzungen zwangen ihn zum Karriereende. | - Torsten Heine (2002–2006, seit 2007, Sturm) Bis 2011 Spieler des ETC. Er nahm jahrelang die Kapitänsrolle ein und steht derzeit auf Platz 1 der internen Scorerwertung. Ferner trägt die Süd-Ost-Kurve des Eisstadions in Fankreisen seinen Namen (die so genannte Heine-Kurve). Ab der Saison 2011/12 wurde sein Trikot mit der Nummer ihm zu Ehren unter das Hallendach gezogen. - Manuel Klinge (2005–2006, Sturm) Durch seine Tore und Vorlagen einer der Garanten für den sofortigen Wiederaufstieg in die 2. Bundesliga. Klinge war Nationalspieler und Stammspieler bei den Adler Mannheim. - Eric Schneider (2004–2005, Sturm) Als bisher unbekannter Spieler aus der nordamerikanischen Eishockeyliga (Las Vegas Wranglers / ECHL) wurde er durch seine Tore schnell Publikumsliebling und einer der Top-Scorer der Liga und schaffte nach einer weiteren erfolgreichen Saison beim SC Bietigheim-Bissingen den Sprung in die DEL. | - Jaroslav Hlavnička (1991–1994, 1997–1998, Sturm) Neben Petr Heidinger die Ikone für die Crimmitschauer Eishockey-Wiedergeburt nach der Neugründung. Er führt mit insgesamt 171 Toren immer noch die Torschützenwertung des ETC an. - Siniša Martinović (2001–2002, 2004–2005, 2007–2008, Tor) Spielte schon drei unterschiedliche Saisons in Crimmitschau. In der Saison 2007/08 war er einer der Leistungsträger – nicht zuletzt durch drei aufeinander folgende und insgesamt acht Shutouts. - Stefan Steinbock (1996–2000, Sturm) Stefan Steinbock ist ein Eigengewächs des Crimmitschauer Eishockeys. Aus der DEL kommend, fungierte er jahrelang als Kapitän der Mannschaft und stellte sich nach seinem Karriereende in den Dienst des Vereins als Marketing-Chef. Sein Trikot mit der Nummer 10 ziert seitdem das Hallendach. |

### Teilnahmen von Spielern und Trainern am ESBG All-Star Game
Das ESBG All-Star Game ist ein seit 2006 jährlich stattfindendes Freundschaftsspiel zwischen den besten deutschen und ausländischen Spielern der 2. Bundes- und Oberliga.
| Teilnahmen am All-Star-Game während der Teamzugehörigkeit |              |                                 |            |                     |
| Name                                                      | Position     | Teamzugehörigkeit               | Teilnahmen | Team                |
| Jason Becker                                              | Verteidigung | 2007–2008                       | 2008       | Team United Nations |
| Dave Bonk                                                 | Sturm        | 2007–2008                       | 2008       | Team United Nations |
| Patrick DesRochers                                        | Torhüter     | 2006–2007                       | 2007       | Team United Nations |
| Markus Hätinen                                            | Torhüter     | 2005–2006                       | 2006       | Team Deutschland    |
| Torsten Heine                                             | Sturm        | 1998–2002, 2002–2006, seit 2007 | 2008       | Team Deutschland    |
| Gunnar Leidborg                                           | Trainer      | 2005–2008                       | 2008       | Team United Nations |
| Sinisa Martinović                                         | Torhüter     | 2001–2002, 2004–2005, 2007–2008 | 2008       | Team Deutschland    |
| Vadim Slivchenko                                          | Stürmer      | 2005–2007                       | 2006       | Team United Nations |
| Roman Veber                                               | Verteidigung | 2005–2007                       | 2007       | Team Deutschland    |

## Trainer
| Name              | Saison                         |
| Dieter Kraatzsch  | 1990/91 – 1991/92              |
| Rolf Bielas       | 1992/93 – 1993/94              |
| Reinhardt Fengler | 1993/94 – 1994/95              |
| Klaus Schröder*   | 1995/96 – November 1997/98     |
| Craig Sarner      | 1997/98                        |
| Horymír Sekera*   | 1998/99 – November 2002/03     |
| Paul Sommer       | 2002/03                        |
| Manfred Wolf*     | 2002/03 – November 2003/04     |
| Jiří Ehrenberger  | 2003/04 – 2004/05              |
| Gunnar Leidborg   | 2005/06 – 2007/08              |
| Sergei Swetlow    | September 2008                 |
| Douglas Irwin*    | September 2008 – November 2008 |
| Wayne Hynes       | November 2008 – April 2010     |
| Larry Suarez*     | Juli 2010 – November 2010      |
| Steffen Ziesche   | November 2010 – April 2011     |
| Fabian Dahlem     | Mai 2011 – April 2014          |
| Chris Lee         | Mai 2014 – Dezember 2016       |
| John Tripp        | Dezember 2016 – April 2017     |
| Kim Collins*      | Juni 2017 – Januar 2019        |
| Daniel Naud       | Februar 2019 –                 |

* Entlassen während der laufenden Saison.
Seit der Neugründung des Vereins 1990 beschäftigte der Verein eine Vielzahl von Trainern, wovon Horymír Sekera mit drei kompletten Saisons am längsten engagiert war.
Als erster Trainer nach der Neugründung stand Dieter Kraatzsch als Trainer hinter der Bande und erreichte nach der Bayernliga-Meisterschaft 1991/92 den Aufstieg in die Regionalliga. Dort wurde er von Rolf Bielas ersetzt, da für die Regionalliga eine Trainerlizenz vonnöten war und Dieter Kraatzsch nicht im Besitz einer solchen war. Zur Saison 1993/94 übernahm der ehemalige DDR-Nationalspieler Reinhardt Fengler das Amt als Spielertrainer.
Nach dem Aufstieg in die Hacker Pschorr Liga übernahm Klaus Schröder als damaliger DEB-U17-Auswahltrainer von Reinhardt Fengler den Posten des Cheftrainers. Sein Engagement war notwendig geworden, da es in der 1. Liga keine Spielertrainer mehr geben durfte. Wegen Erfolglosigkeit musste Schröder Anfang der Saison 1997/98 sein Amt an den Kanadier Craig Sarner abgeben, der wiederum am Ende der Saison Horymír Sekera Platz machen musste.
Unter Sekera wurde der Aufstieg in die 2. Bundesliga und die direkte Playoff-Teilnahme erreicht. Nach relativ kurzen Trainerposten für Paul Sommer, Manfred Wolf und Jiří Ehrenberger kam nach dem Abstieg in die Oberliga zur Saison 2005/06 Gunnar Leidborg zu den Sachsen. Er erreichte den sofortigen Wiederaufstieg in die 2. Bundesliga und hielt die Klasse in der darauf folgenden Saison. Nach einer erfolgreichen Saison 2007/08 gab Leidborg seinen Rücktritt bekannt.
Für die Saison 2008/09 sollte Sergei Swetlow hinter der Bande stehen und die Eispiraten für zwei Jahre trainieren. Eine Woche vor Saisonbeginn nahm er jedoch ein Angebot als Assistenztrainer für den KHL-Verein Lada Toljatti an und kehrte den Eispiraten den Rücken.
Als Nachfolger wurde Doug Irwin engagiert, der jedoch wegen Erfolglosigkeit im November 2008 durch Wayne Hynes ersetzt wurde. Nach 1 ½ Saisons an der Bande der Eispiraten wurde der Vertrag mit Hynes zum Ende der Saison 2009/10 nicht mehr verlängert. Als Nachfolger wurde am 15. Juli 2010 Larry Suarez präsentiert, der bis November 2010 das Team leitete. Aufgrund anhaltender sportlicher Misserfolge wurde Suarez am 27. November 2010 beurlaubt und durch Steffen Ziesche – der bereits die Saisonvorbereitung der Eispiraten leitete – ersetzt. Unter dem neuen Trainer wurde die Pre-Playoff-Runde nicht erreicht, letztlich stand am Saisonende jedoch der Klassenerhalt zu Buche. Ziesche lag ein Angebot für ein weiteres Engagement bei den Sachsen vor, er entschied sich schließlich für den Posten des sportlichen Leiters und Trainer bei den Eisbären Juniors Berlin. Als Nachfolger wurde am 12. Mai 2011 Fabian Dahlem vorgestellt. Dessen Vertrag wurde nach der Saison 2013/2014 nicht verlängert und Dahlem wurde durch Chris Lee ersetzt. Im Dezember 2016 wurde Lee aufgrund der sportlichen Negativentwicklung entlassen. Zum Zeitpunkt der Trennung waren die Eispiraten Vorletzte der DEL2. Der auf Chris Lee folgende John Tripp konnte die Leistungen der Mannschaft jedoch nicht verbessern, so dass man sich nach einem enttäuschenden 14. Platz nach Ende der Saison wieder trennte. Vor Beginn der Saison 2017/2018 wurde Kim Collins als neuer Cheftrainer vorgestellt.

## Stammverein
Der Stammverein – der ETC Crimmitschau e. V. – wurde 1990 gegründet und vereint eine Eishockey- und eine Tennisabteilung. Die Eishockeyabteilung ist in zahlreiche Nachwuchsmannschaften und einer Damenmannschaft gegliedert.

### Damen
| Saison    | Liga         | Platzierung |
| --------- | ------------ | ----------- |
| 2005/2006 | 2. Liga Nord | 3. Platz    |
| 2006/2007 | 2. Liga Nord | 2. Platz    |
| 2007/2008 | 2. Liga Nord | 4. Platz    |
| 2008/2009 | 1. DL Nord   | 1. Platz    |
| 2009/2010 | 2. Liga Nord | 5. Platz    |

Seit der Saison 1997/98 gibt es unter dem Dach des ETC eine am Spielbetrieb teilnehmende Damenmannschaft, die seit der Saison 2001/02 an der 2. Liga Nord teilnimmt. In der Saison 2004/05 wurde die Mannschaft Meister in der Liga und durfte – nach einigen Unstimmigkeiten aufgrund des erklärten Verzichts auf den Aufstieg in die Frauenbundesliga – erneut 2005/06 an der Spielklasse teilnehmen, die sie auch 2006/07 mit Platz zwei erfolgreich abschließen konnten. In der Saison 2007/08 belegten die Damen den vierten Platz hinter der punktgleichen Mannschaft aus Weisswasser. Die Spielzeit 2008/09 war eine der erfolgreichsten für die Eishockey-Damen. Nachdem die Meisterschaft in der 1. Damenliga Nord/Ost vorzeitig hatte gefeiert werden können, gewann die Mannschaft um Trainer Ralf Heinicke den Pokal der Runde Nord-Ost. Hierbei wurden sämtliche Pflichtspiele gewonnen.

### Nachwuchs
Die Junioren- und die Jugendmannschaft nehmen seit 2006 an der höchsten Spielklasse – der Bundesliga – teil. Dabei konnte die Juniorenmannschaft in der Saison 2008/09 nach der Hauptrunde in der Gruppe Nord den dritten Platz belegen und verpasste den Einzug in die Meisterschaftsrunde. Die Jugendmannschaft schloss die aktuelle Bundesliga-Saison mit einem siebten Platz nach der Hauptrunde ab.
| Platzierung der Saison 2008/09 |      |          |
| Mannschaft                     | Liga | Vorrunde |
| Junioren                       | BL   | 3. Platz |
| Jugend                         | BL   | 7. Platz |
| Schüler                        | BL   | 1. Platz |
| Knaben                         | OM   | 7. Platz |
| Kleinschüler                   | OM   | 4. Platz |

Nach dem Aufstieg in die Bundesliga zur Saison 2008/09 erreichten die Schüler den ersten Rang. Die Knaben spielten um die ostdeutsche Meisterschaft und belegten den siebten Platz. In der Altersklasse der Kleinschüler belegte das Team in der abgelaufenen Saison den 4. Platz in der ostdeutschen Meisterschaft. Die Kleinsten im Nachwuchs des ETC Crimmitschau – die Bambini – nehmen nicht an einem Ligenspielbetrieb teil. Sie messen sich gegen andere Teams in Freundschaftsspielen.

### Landesleistungszentrum
Seit dem Jahr 2007 ist in Crimmitschau offiziell das Nachwuchsleistungszentrum Mitteldeutschland (Landesleistungszentrum) angesiedelt. Ziel ist die Absicherung der sportlichen Entwicklung und Betreuung sowie die Koordination der sportlichen mit der schulischen Ausbildung. Dies wird mittelfristig durch zwei hauptamtliche Nachwuchstrainer verwirklicht. Jeder Nachwuchsmannschaft stehen dazu sechs Eiszeiten in der Woche zur Verfügung. Dies erfolgt durch eine Kooperation in Schönheide und Chemnitz, langfristig soll dazu eine zweite Eisfläche direkt in Crimmitschau entstehen. Zur Absicherung von Ausbildungsstellen erfolgt eine Einbindung von Sponsoren und ortsansässigen Firmen. Bereits heute konnten einige Spieler ihre Lehre erfolgreich in Crimmitschau abschließen. Um den hohen Anforderungen jederzeit gerecht zu werden, besteht eine enge Zusammenarbeit mit dem Landesverband.

## Spielstätten

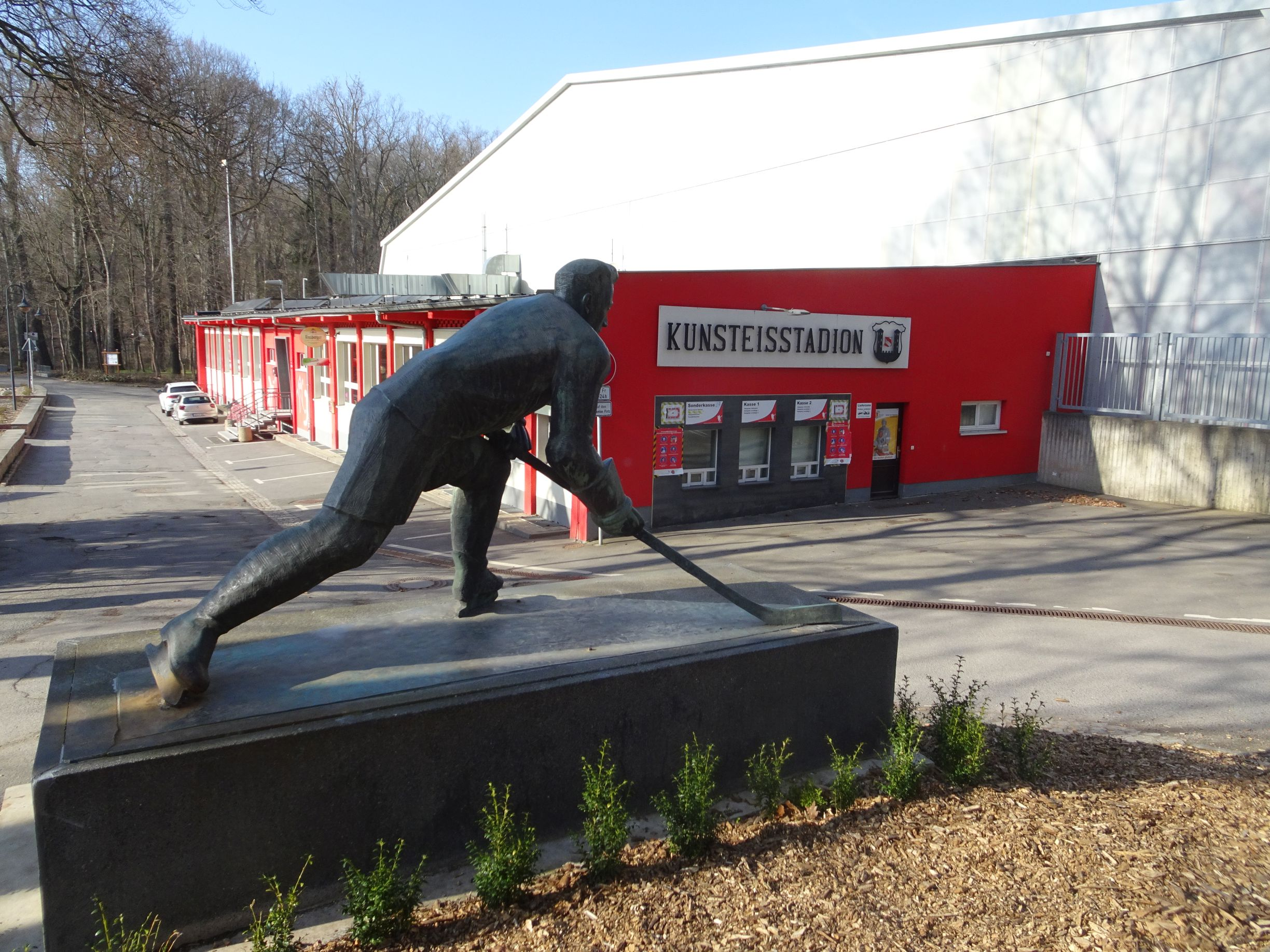
Kunsteisstadion in Sahnpark mit der Bronzeplastik des Spielers Horst Kutter

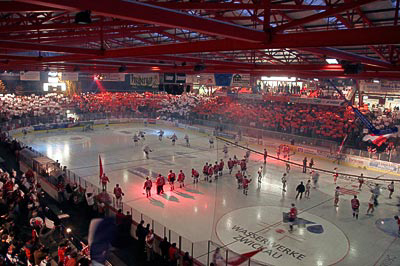
Das Kunsteisstadion in Sahnpark vor einem Spiel

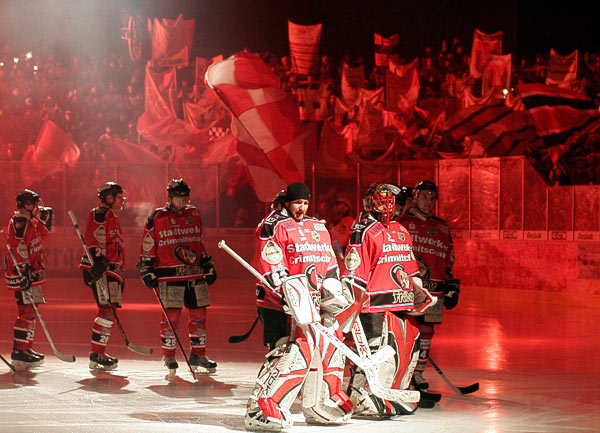
Der Mannschaftseinlauf vor dem Spiel

Das Kunsteisstadion im Sahnpark wurde im Jahr 1964 errichtet, um den Profieissport in Crimmitschau weiter voranzutreiben. In der Geschichte der DDR fanden hin und wieder Spiele der DDR-Nationalmannschaft statt, die bis zu 10.000 Zuschauer besuchten.
1994 wurde das Stadion einer Sanierung unterzogen und erhielt eine Überdachung, wodurch die Eisqualität und der Komfort für die Fans erhöht wurde. Einen großen Schritt zur Modernisierung vollzog die Stadt 2002 mit der Installation der großen Sitzplatztribüne über den Spielerbänken. Darauf haben knapp 100 Zuschauer Platz und zur Tribüne gehört ein verglaster Kiosk, der ebenfalls einen Blick auf die Eisfläche bietet.
Bis 2010 verfügte das Stadion über 6535 Stehplätze, im Rahmen einer weiteren umfassenden Sanierung und der Errichtung eines neuen Kabinentraktes verringerte sich die Kapazität auf 5222 Plätze, davon 121 Sitzplätze, 56 VIP-Plätze sowie zehn Presseplätze.
Die Eisfläche wird täglich von der Profimannschaft, den Nachwuchsmannschaften, der Damenmannschaft, diversen Hobbyteams und zum öffentlichen Eislauf genutzt. Die theoretische Auslastung der Fläche liegt höher, als es der praktische Zeitplan zulässt, was zum Beispiel Jugendmannschaften dazu bringt, in einer der Partnerstädte zu trainieren.
| Zuschauerstatistik der letzten acht Jahre |             |                          |                       |
| Saison                                    | Heimspiele  | Zuschauer                | Zuschauer pro Spiel   |
| 2013/14                                   | 32 (27 / 5) | 63.713 (52.442 / 11.271) | 1.991 (1.942 / 2.254) |
| 2012/13                                   | 24 (24 / –) | 62.735 (62.735 / –)      | 2.613 (2.613 / –)     |
| 2011/12                                   | 28 (24 / 4) | 59.092 (49.741 / 9.351)  | 2.110 (2.073 / 2.338) |
| 2010/11                                   | 28 (24 / 4) | 51.298 (43.651 / 7.647)  | 1.832 (1.819 / 1.912) |
| 2009/10                                   | 29 (26 / 3) | 57.467 (50.500 / 6.967)  | 1.982 (1.942 / 2.322) |
| 2008/09                                   | 24 (24 / –) | 47.864 (47.864 / –)      | 1.994 (1.994 / –)     |
| 2007/08                                   | 29 (26 / 3) | 80.673 (66.211 / 14.462) | 2.782 (2.547 / 4.821) |
| 2006/07                                   | 30 (26 / 4) | 71.570 (59.337 / 12.233) | 2.386 (2.282 / 3.058) |

(Angegeben ist die Gesamtauslastung der ganzen Saison. In Klammern sind die Hauptrunde sowie Playoffs/-downs separat aufgeführt.)

## Vereinskultur

### Fans

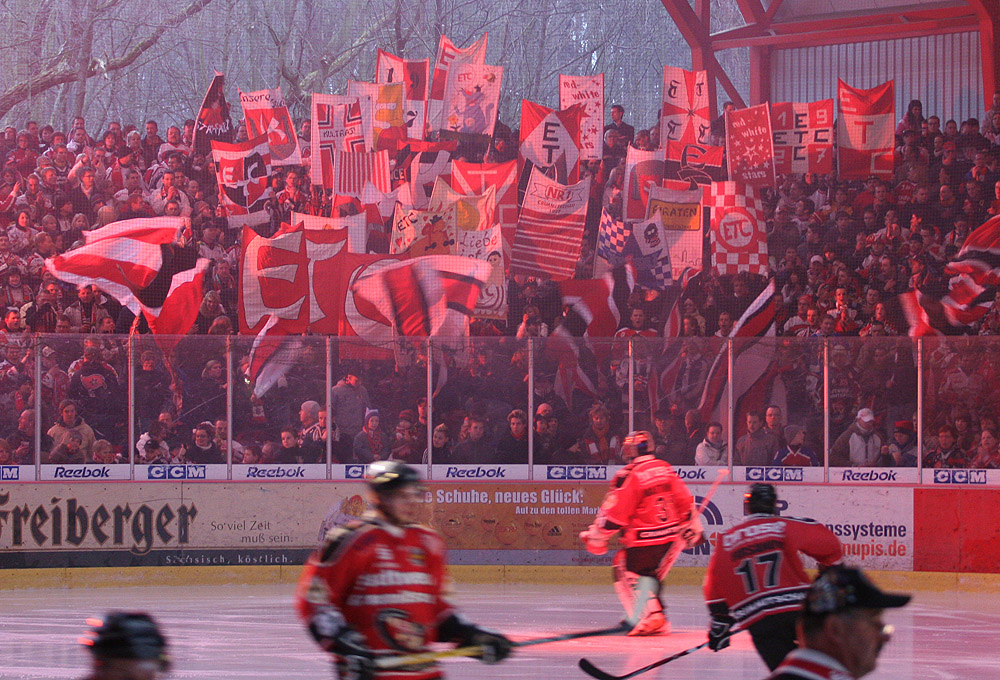
Fanchoreographie vor dem Spiel

Die Eispiratenfans sind in zahlreichen Fanclubs organisiert, die sich deutschlandweit verteilen. Der Bekannteste ist die Formation der Kultras, die sich in der Südostkurve – der „Heinekurve“ – postieren und regelmäßig Choreographien veranstalten.
Darüber hinaus unterhalten die Fans lose Freundschaften zu diversen Eishockeyvereinen wie den Schwenninger Wild Wings, den Kassel Huskies oder dem ESV Bayreuth. Eine Rivalität bestand aufgrund der geographischen Nähe zum ERC Selb und dem 1. EV Weiden, jedoch hat diese wegen der unterschiedlichen Ligenzugehörigkeit abgenommen. Gleiches gilt für den EV Regensburg, welches in der gemeinsamen sportlichen Vergangenheit – um die Jahrtausendwende spielten beide Vereine jahrelang in der gleichen Liga um die vorderen Plätze – begründet liegt. Besondere Brisanz erzeugen die „Sachsen-Derbies“ gegen die Lausitzer Füchse, bei denen ein erhöhter Sicherheitsaufwand seitens der Security und Polizei beide Fanlager voneinander trennen soll. Trotz zahlreicher Aufeinandertreffen in den letzten Jahren kam es hierbei nur zu vereinzelten Übergriffen, auf welche die Verantwortlichen der beiden Vereine reagierten.
Ferner halten die Fans des ETC Crimmitschau den Rekord des längsten Fan-Gesangs der Welt. Am 6. Januar 1999 stellten sie mit einem 84-minütigen ununterbrochenen Fan-Gesang im Spiel gegen den ESV Bayreuth einen neuen Rekord auf, welcher in einem Eintrag ins Guinness-Buch der Rekorde resultierte.
| Meiste Zuschauer in einem Heimspiel |                                             |           |
| Datum                               | Paarung                                     | Zuschauer |
| 10. März 1995                       | ETC Crimmitschau – ERC Selber Wölfe         | 7250      |
| 5. Februar 1995                     | ETC Crimmitschau – EV Dingolfing            | 6677      |
| 20. Januar 1995                     | ETC Crimmitschau – EV Dingolfing            | 6639      |
| 12. Februar 1995                    | ETC Crimmitschau – SC Bietigheim Steelers   | 6548      |
| 29. Dezember 2006                   | Eispiraten Crimmitschau – Dresdner Eislöwen | 6530      |
| 3. Januar 1997                      | ETC Crimmitschau – Lausitzer Füchse         | 6503      |
| 29. September 1995                  | ETC Crimmitschau – Wölfe Freiburg           | 6500      |
| 30. Dezember 1994                   | ETC Crimmitschau – ESV Königsbrunn          | 6433      |
| 30. Dezember 1997                   | ETC Crimmitschau – ERC Selber Wölfe         | 6221      |
| 2. Januar 2004                      | ETC Crimmitschau – SERC Wild Wings          | 6218      |

### Partnerschaften
| Saison  | Verein |
| 2009/10 | Grizzly Adams Wolfsburg (DEL) Kassel Huskies (DEL) DEG Metro Stars (DEL) Saale Bulls Halle 04 (RL) EHV Schönheide (RL)   |
| 2010/11 | Grizzly Adams Wolfsburg (DEL) Eisbären Berlin (DEL) Hamburg Freezers (DEL) Saale Bulls Halle 04 (OL) EHV Schönheide (OL) |
| 2011/12 | Fortuna Leipzig (OL) EHV Schönheide (OL)                                                                                 |

Im Rahmen des Förderlizenzprogramms hielten die Eispiraten Crimmitschau zur Saison 2009/10 Partnerschaften mit den Grizzly Adams Wolfsburg, den Kassel Huskies und den DEG Metro Stars aus der Deutschen Eishockey Liga, den Saale Bulls Halle sowie dem EHV Schönheide aus der Regionalliga-Ost. Ziel des Programms ist es, Nachwuchsspieler zu fördern und zu betreuen, damit diese Spielpraxis sammeln. Für die Spielzeit 2010/11 wurde der Vertrag mit den Grizzly Adams sowie dem EHV Schönheide verlängert. Darüber hinaus unterzeichneten die Verantwortlichen mit den Eisbären Berlin sowie den Hamburg Freezers eine Kooperation, um weiteren jungen Spielern die Chance auf Weiterentwicklung im Eishockeysport zu geben. Da sich die ESBG und die DEL nicht auf einen Kooperationsvertrag für die Spielzeit 2011/12 einigen konnte, musste die Partnerschaft mit den oberklassigen Vereinen hinsichtlich des Austauschs von Förderlizenzspielern eingestellt werden. Anschließend gab es eine Kooperation mit dem ERV Chemnitz 07 im Nachwuchsbereich sowie ab der Saison 2011/12 mit dem EHV Schönheide und Fortuna Leipzig.
Zwischen 2015 und 2018 waren die Grizzlys Wolfsburg erneut Partner im Rahmen des Förderlizenz-Programms. Seit 2018 kooperieren die Eispiraten mit den Fischtown Pinguins Bremerhaven.

### Maskottchen
Seit der Saison 2002/03 ziert ein Eispirat das Logo des Vereins und fungiert ebenfalls als Maskottchen. Ab dem 9. Oktober 2009 wird der Verein durch einen Pirat namens „Crimmel“ – Namensgeber und Taufpate war der frühere Schiedsrichter und Crimmitschauer Publikumsliebling Josef Krimmel – repräsentiert. Darüber hinaus betritt er vor den Heimspielen das Eis und stimmt die Fans auf das Spiel ein.